# Dysstroma rectiflavata
Dysstroma rectiflavata är en fjärilsart som beskrevs av Mcdunnough 1941. Dysstroma rectiflavata ingår i släktet Dysstroma och familjen mätare. Inga underarter finns listade i Catalogue of Life.